# Cardinal à dos noir
Pheucticus aureoventris
Espèce
Statut de conservation UICN

 LC  : Préoccupation mineure
Le Cardinal à dos noir (Pheucticus aureoventris) est une espèce d'oiseau de la famille des Cardinalidae.

## Liste des taxons de rang inférieur
Liste des sous-espèces selon GBIF (14 mai 2021) :
- Pheucticus aureoventris subsp. aureoventris
- Pheucticus aureoventris subsp. crissalis P.L.Sclater & Salvin, 1877
- Pheucticus aureoventris subsp. meridensis Riley, 1905
- Pheucticus aureoventris subsp. terminalis Chapman, 1919
- Pheucticus aureoventris subsp. uropygialis P.L.Sclater & Salvin, 1871

## Systématique
Le nom scientifique complet (avec auteur) de ce taxon est Pheucticus aureoventris (d'Orbigny & Lafresnaye, 1837).
Ce taxon porte en français le nom vernaculaire ou normalisé suivant : Cardinal à dos noir.